# The Best of the Early Years
The Best of the Early Years – to wydany 29 stycznia 2007 roku kompilacyjny album bluesowego muzyka B.B. Kinga. Zbiór przedstawia najlepsze nagrania bluesmana z lat pięćdziesiątych i sześćdziesiątych.

## Spis utworów
1. "BB Boogie"
2. "She's Dynamite"
3. "Shake It Up and Go"
4. "3 O'clock Blues"
5. "Please Love Me"
6. "Woke Up This Morning"
7. "You Upset Me Baby"
8. "Every Day I Have the Blues"
9. "When My Heart Beats Like a Hammer"
10. "Ten Long Years"
11. "Sweet Little Angel"
12. "Don't Look Now, But I've Got the Blues"
13. "Early in the Morning"
14. "Days of Old"
15. "Mean Old Frisco"
16. "Catfish Blues Aka Fishin' After Me"
17. "Sweet Sixteen Pts 1&2"
18. "I'll Survive"
19. "Downhearted Aka How Blue Can You Get?"
20. "Bad Case of Love"
21. "Rock Me Baby"
22. "Blues Stay Away from Me"
23. "Five Long Years"
24. "That Evil Child"
25. "Why I Sing the Blues"